# حمام حصاری گازرانی
حمام حصاری گازرانی مربوط به دوره قاجار - دوره پهلوی است و در شهرستان اسفراین، بخش مرکزی، دهستان آذری، روستای حصاری گازرانی، داخل روستا، روبروی موتورآب واقع شده و این اثر در تاریخ ۲۵ آبان ۱۳۸۷ با شمارهٔ ثبت ۲۳۷۵۶ به‌عنوان یکی از آثار ملی ایران به ثبت رسیده است.